# На златното езеро
„На златното езеро“ (на английски: On Golden Pond) е американски игрален филм уестърн, излязъл по екраните през 1981 година, режисиран от Марк Райдел с участието на Катрин Хепбърн, Хенри Фонда и Джейн Фонда.

## Сюжет
Възрастно семейство, Етел (Катрин Хепбърн) и Норман (Хенри Фонда), които прекарват всяко лято в къща на брега на Златното езеро. През лятото, за което се разказва във филма, те са посетени от дъщеря си Челси, която пристига с годеника си Бил и неговия син Били. По време на тяхното посещение става ясно за проблемите и трудностите във взаимоотношенията им и за специалната връзка, която съществува между поколенията.

## В ролите
| Актьор           | Роля                |
| ---------------- | ------------------- |
| Катрин Хепбърн   | Етел Тайер          |
| Хенри Фонда      | Норман Тейър-младши |
| Джейн Фонда      | Челси Тайер Уейн    |
| Дъг Маккеън      | Били Рей            |
| Дабни Колман     | Бил Рей             |
| Уилям Ланто      | Чарли Мартин        |
| Кристофър Райдел | Самнър Тод          |

## Награди и номинации
Филмът получава три Оскара и три Златни глобуса. Интересен факт за този филм е, че въпреки блестящите си кариери и много взаимни приятели, Катрин Хепбърн и Хенри Фонда се срещат за първи път едва по време на снимките на този филм. Също така Джейн Фонда откупува правата на театралната постановка, за да може да запази ролята на Норман специално за баща си, понеже не иска да пропусне възможността да се снима във филм заедно с него (баща ѝ умира 8 месеца след премиерата на филма, по време на връчването на Оскарите е вече много болен и тя приема наградата от негово име). Във филма възрастният Фонда носи шапката на дългогодишния партньор на Хепбърн, Спенсър Трейси.